# Bronny James
LeBron Raymone “Bronny” James Jr. (/ləˈbrɒn/; Cleveland, Ohio, 2004. október 6. –) amerikai kosárlabdázó, aki jelenleg a Los Angeles Lakers csapatában játszik. Egyetemen a USC Trojans játékosa volt. LeBron James olimpiai bajnok kosárlabdázó legidősebb fia.
A 2024-es NBA-drafton az 55. helyen választotta a Lakers.

## Fiatalkora
James 2004. október 6-án született, az akkor az NBA-ben második szezonját kezdő 19 éves LeBron James és a 18 éves Savannah Brinson fiaként. Szülei együtt nevelték fel és 2013-ban házasodtak össze.

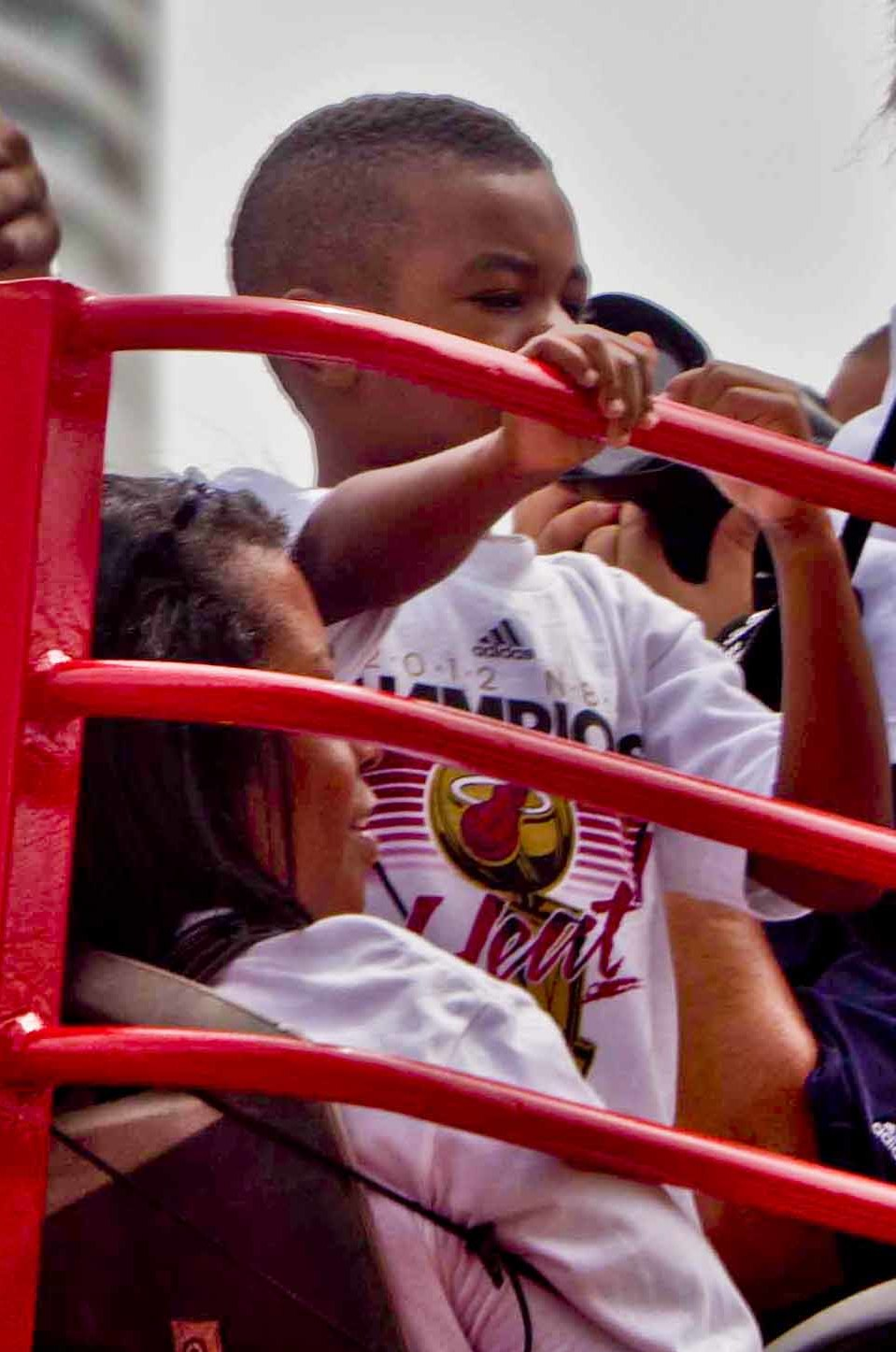
James a Miami Heat 2012-es bajnoki címét ünneplő buszparádén, amely csapatnak apja tagja volt.

Gyerekként James több sportban is kipróbálta magát, kosárlabda mellett focizott is. Apja megtiltotta, hogy jégkorongozzon vagy amerikai futballozzon, mert túl veszélyesnek tartotta. 2014-re James már országosan ismert játékos volt. 2018 februárjában James vezetésével az Old Trail School általános iskola csapata megnyerte a Független Iskolák Ligáját.
James több Amateur Athletic Union (AAU) kosárlabda-csapatban is játszott középiskolás évei előtt. Kilenc évesen a Miami City Ballers tagja volt egy negyedik osztályos AAU-tornán, ahol megfigyelte a Kentucky Wildcats vezetőedzője, John Calipari. 2015 júniusában vezetésével a Gulf Coast Blue Chips AAU csapata bajnoki címet nyert a League Dallas/Hype Sports Summer Jamen.
2018 márciusában a North Coast Blue Chips, amelynek Bronny tagja volt, elnyerte a John Lucas All Star-gála hétvégi díjat. 2018. április 2-án csapata veretlenül zárta a szezont és elnyerte az U13-as címet a NY2LA Swish ’N Dish tornán, Wisconsinban. Júniusban James ugyanezt a csapatot képviselte a Junior National Basketball Association (NBA) Középnyugati bajnokságán, kilencedikes ellenfelek ellen és a negyeddöntőig jutott. 2019 áprilisában, annak ellenére, hogy fiatalabb volt, mint a többi résztvevő, csatlakozott a Strive for Greatness nevű AAU csapat U16-os csapatához, a Nike Elite Youth Basketball League (EYBL) idejére Indianapolisban.
2018. augusztus 6-án James tanulmányait a Crossroads Schoolban kezdte meg, Santa Monicában. Kaliforniai szabályok szerint nem csatlakozhatott az iskola varsity csapatához, mert nyolcadik osztályba járt. 2018. december 3-án, első mérkőzésén 27 pontot szerzett a Culver City Middle School elleni 61–48-as győzelem alkalmával.

## Középiskola

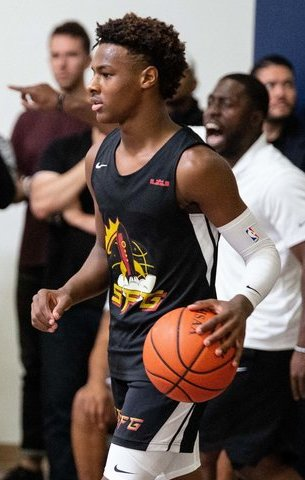
James 14 éves korában, első középiskolai szezonja közben.

2019. május 29-én James a Sierra Canyon Schoolban kezdte meg középiskolai tanulmányait, amely Los Angelesben található. Csatlakozott hozzá öccse Bryce és Zaire Wade, Dwyane Wade amerikai kosárlabdázó fia, aki James apjának volt csapattársa a Miami Heatben. A következő hónapokban csatlakozott hozzá a középiskolában Brandon Boston Jr. és Ziaire Williams, akik mindketten ötcsillagos tehetségnek számítottak. A szezon kezdetén az ország egyik legjobb középiskolai csapatának számítottak, az ESPN 15 mérkőzésüket is közvetítette. 2019. november 21-én volt James debütálása, 10 pontot szerzett csereként, a Montgomery Középiskola elleni győzelem során. December 14-én 15 pontot dobott és MVP-nek választották apja középiskolájának csapata, a St. Vincent–St. Mary ellen. 2020. január 15-én szezoncsúcs 17 pontja volt a Viewpoint School ellen. Kilencedikben 4,1 pontot átlagolt 15 perc játékidő alatt meccsenként, de szerepelt a csapat összes meccsén. Tizedikben egy térdsérülés miatt meg kellett műteni.

### Utánpótlás értékelések
Mikor kilenc éves volt, az Ohio State Egyetem vezetőedzője, Thad Matta viccelve azt mondta, hogy ajánlania kell neki egy ösztöndíjat. 2015-re, mikor még csak 10 éves volt, már több egyetemtől is volt ösztöndíj-ajánlata. Apja a következőt mondta: „Szabálytalannak kéne lennie, nem lenne szabad 10 éveseket toborozni.” 2021-re, a 247Sports.com profilja szerint az érdekelt egyetemek Kentucky, Duke, Kansas, Észak-Karolina és a UCLA, amelyek közül eddig csak Kentucky adott neki ajánlatot. Tizenegyedikes korára a 247Sports.com ranglistáján a 27. helyről az 52.-re esett vissza, míg az ESPN a 49.-ről a 43.-ra emelte. Negyediktől nyolcadik osztályig a 2023-as osztály legjobbjának tartották. 2023. május 6-án döntött úgy, hogy a USC Trojans játékosa lesz, az Oregoni Egyetem helyett.
| Név                                                           | Szülőváros                                                        | Középiskola        | Magasság | Súly  | Döntés dátuma  |
| ------------------------------------------------------------- | ----------------------------------------------------------------- | ------------------ | -------- | ----- | -------------- |
| Bronny James PG                                               | Los Angeles, CA                                                   | Sierra Canyon (CA) | 191 cm   | 82 kg | 2023. május 6. |
| Bronny James PG                                               | Értékelés: Scout: N/A Rivals: 247Sports: ESPN: ESPN-értékelés: 89 |                    |          |       |                |
| Általános országos rang: Rivals: 26. 247Sports: 26. ESPN: 19. |                                                                   |                    |          |       |                |

## Profi pályafutása

### Los Angeles Lakers (2024–napjainkig)
A 2024-es NBA-drafton az 55. helyen választotta ki a Lakers. Ezzel az első apa-fia duó lettek LeBron Jamesszel.

## Játékstílus
James 191 cm magas és tud játszani az irányító és a dobóhátvéd posztokon is. Egyenletes dobóstílusa van, illetve labdakezelése és passzolása is jó életkorához képest. Játékosmegfigyelők gyakran kiemelik, hogy van egy megérzése a kosárlabdához.
James mezszáma 0, kedvenc NBA-játékosa, Russell Westbrook miatt. Nyolcadik osztályban a 23-as mezt viselte, apja tiszteletére.

## Statisztika
A Basketball Reference adatai alapján.

### Egyetem
| Év        | Csapat      | JM | KM | JP/M | MG%  | 3P%  | BD%  | LP/M | GP/M | L/M | B/M | P/M |
| --------- | ----------- | -- | -- | ---- | ---- | ---- | ---- | ---- | ---- | --- | --- | --- |
| 2023–2024 | USC Trojans | 25 | 6  | 19,3 | .366 | .267 | .676 | 2,8  | 2,1  | 0,8 | 0,2 | 4,8 |

### NBA

#### Alapszakasz
| Év        | Csapat             | JM | KM | JP/M | MG%  | 3P%  | BD%  | LP/M | GP/M | L/M | B/M | P/M |
| --------- | ------------------ | -- | -- | ---- | ---- | ---- | ---- | ---- | ---- | --- | --- | --- |
| 2024–2025 | Los Angeles Lakers | 27 | 1  | 6,7  | .313 | .281 | .786 | 0,7  | 0,8  | 0,3 | 0,1 | 2,3 |
| Karrier   | Karrier            | 27 | 1  | 6,7  | .313 | .281 | .786 | 0,7  | 0,8  | 0,3 | 0,1 | 2,3 |

#### Rájátszás
| Év      | Csapat             | JM | KM | JP/M | MG%  | 3P%  | BD% | LP/M | GP/M | L/M | B/M | P/M |
| ------- | ------------------ | -- | -- | ---- | ---- | ---- | --- | ---- | ---- | --- | --- | --- |
| 2025    | Los Angeles Lakers | 2  | 0  | 1,8  | .000 | .000 | —   | 0,0  | 0,0  | 0,0 | 0,0 | 0,0 |
| Karrier | Karrier            | 2  | 0  | 1,8  | .000 | .000 | —   | 0,0  | 0,0  | 0,0 | 0,0 | 0,0 |

## Magánélet

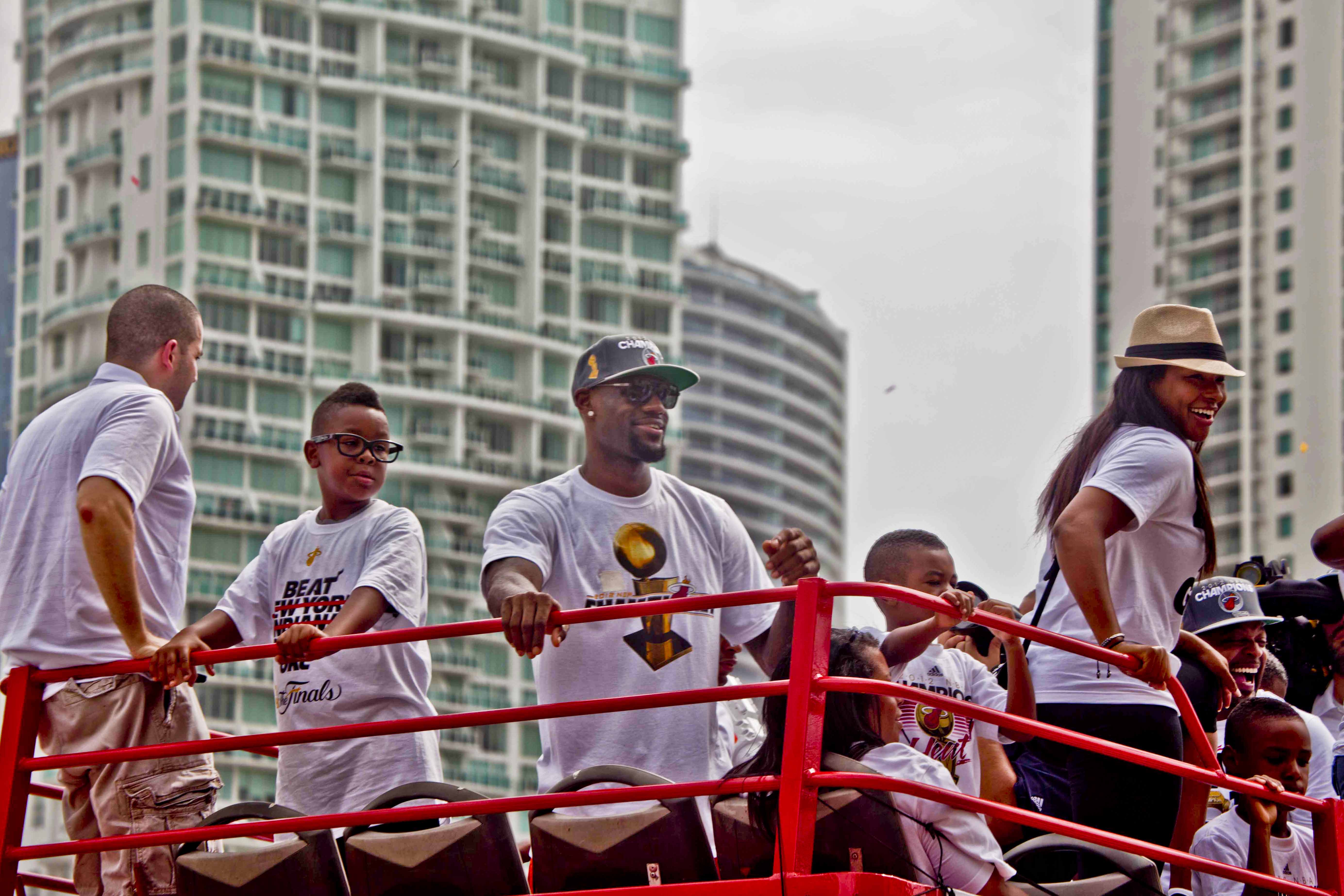
James 2012-ben (LeBron James mellett, jobbra, a korlát mögött) családjával, a Miami Heat bajnoki címét követően.

Jamesnek egy öccse (Bryce, született: 2007) és egy húga (Zhuri, született: 2014) van. Keresztapja Chris Paul.